# انگلبراشتشه ویلدنیس
انگلبراشتشه ویلدنیس (به آلمانی: Engelbrechtsche Wildnis) یک شهر در آلمان است که در اشتاینبورگ (آلمان) واقع شده‌است.
 انگلبراشتشه ویلدنیس  ۹۲۸ نفر جمعیت دارد.